# Liubov Basova
Liubov Valerivna Basova –en ucraniano, Любов Валеріївна Басова; nacida como Liubov Shulika, Любов Шуліка– (Vínnitsa, 16 de julio de 1988) es una deportista ucraniana que compitió en ciclismo en la modalidad de pista, especialista en las pruebas de velocidad, keirin y persecución por equipos.
Ganó una medalla de plata en el Campeonato Mundial de Ciclismo en Pista de 2008 y siete medallas en el Campeonato Europeo de Ciclismo en Pista entre los años 2010 y 2020.
Participó en tres Juegos Olímpicos de Verano, en Londres 2012 ocupó el cuarto lugar en velocidad por equipos y el séptimo lugar en velocidad individual, en Río de Janeiro 2016, el quinto lugar en keirin, y en Tokio 2020, el sexto en keirin.

## Medallero internacional
| Campeonato Mundial | Campeonato Mundial        | Campeonato Mundial | Campeonato Mundial      |
| Año                | Lugar                     | Medalla            | Competición             |
| ------------------ | ------------------------- | ------------------ | ----------------------- |
| 2008               | Mánchester ( Reino Unido) | Medalla de plata   | Persecución por equipos |
| Campeonato Europeo |                           |                    |                         |
| Año                | Lugar                     | Medalla            | Competición             |
| 2010               | Pruszków ( Polonia)       | Medalla de bronce  | Keirin                  |
| 2011               | Apeldoorn ( Países Bajos) | Medalla de oro     | Velocidad individual    |
| 2011               | Apeldoorn ( Países Bajos) | Medalla de plata   | Velocidad por equipos   |
| 2016               | Saint-Quentin ( Francia)  | Medalla de oro     | Keirin                  |
| 2017               | Berlín ( Alemania)        | Medalla de bronce  | Keirin                  |
| 2018               | Glasgow ( Reino Unido)    | Medalla de plata   | Velocidad por equipos   |
| 2020               | Plovdiv ( Bulgaria)       | Medalla de bronce  | Velocidad por equipos   |